# Langano Hāyk'
Langano Hāyk' är en sjö i Etiopien. Den ligger i den centrala delen av landet, 160 km söder om huvudstaden Addis Abeba. Langano Hāyk' ligger 1 585 meter över havet. Arean är 230 kvadratkilometer. Den sträcker sig 22,3 kilometer i nord-sydlig riktning, och 16,1 kilometer i öst-västlig riktning.